# Essakané-Village
Ne doit pas être confondu avec Essakané-Site.
Essakané-Village est une commune située dans le département de Gorom-Gorom, dans la province d'Oudalan, région du Sahel, au Burkina Faso.

## Histoire
En février 2024, le village est victime d'une attaque terroriste faisant au moins quinze victimes,, d'après  le vicaire général du diocèse de Dori, l’abbé Jean-Pierre Sawadogo.